# 前川 (徳島県)
前川（まえがわ）は、徳島県板野郡藍住町を流れる吉野川水系の河川である。

## 地理
藍住町奥野前川に源を発し、同町の徳命地区を南流しながら吉野川へと合流する。上流部では徳島県道・香川県道1号徳島引田線と並行して流れている。

## 主な橋梁
下流部より記載。
| 橋          | 道路                            |
| ----------- | ------------------------------- |
| 前川樋門    |                                 |
| 牛ノ瀬6号橋 |                                 |
| 牛ノ瀬5号橋 |                                 |
| 牛ノ瀬4号橋 |                                 |
| 牛ノ瀬3号橋 |                                 |
| 牛ノ瀬2号橋 |                                 |
| 牛ノ瀬1号橋 |                                 |
| 徳命橋      | 徳島県道・香川県道1号徳島引田線 |
| 前須東2号橋 |                                 |
| 前川橋      | 徳島県道225号檜藍住線           |
| 前川橋      | 徳島県道29号徳島環状線          |
| 船戸橋      |                                 |
| 諏訪橋      | 徳島県道29号徳島環状線          |

## 流域の主な施設
- 名田橋 - 吉野川との合流付近に架かる。
- 名田橋下公園
- 徳島自動車道
- ジェイテクト徳島工場